# Alfabeto ogamico

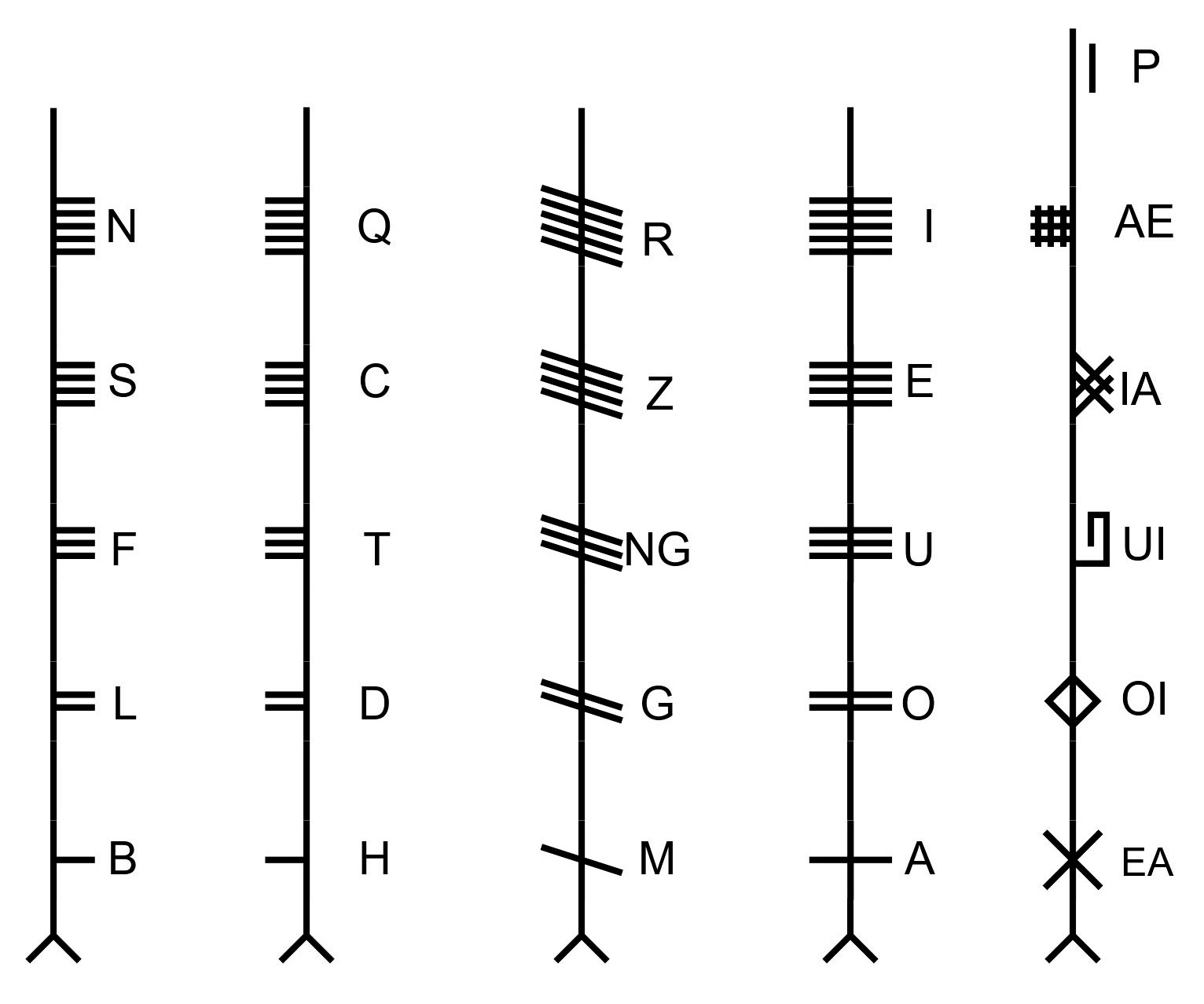
L'alfabeto ogamico

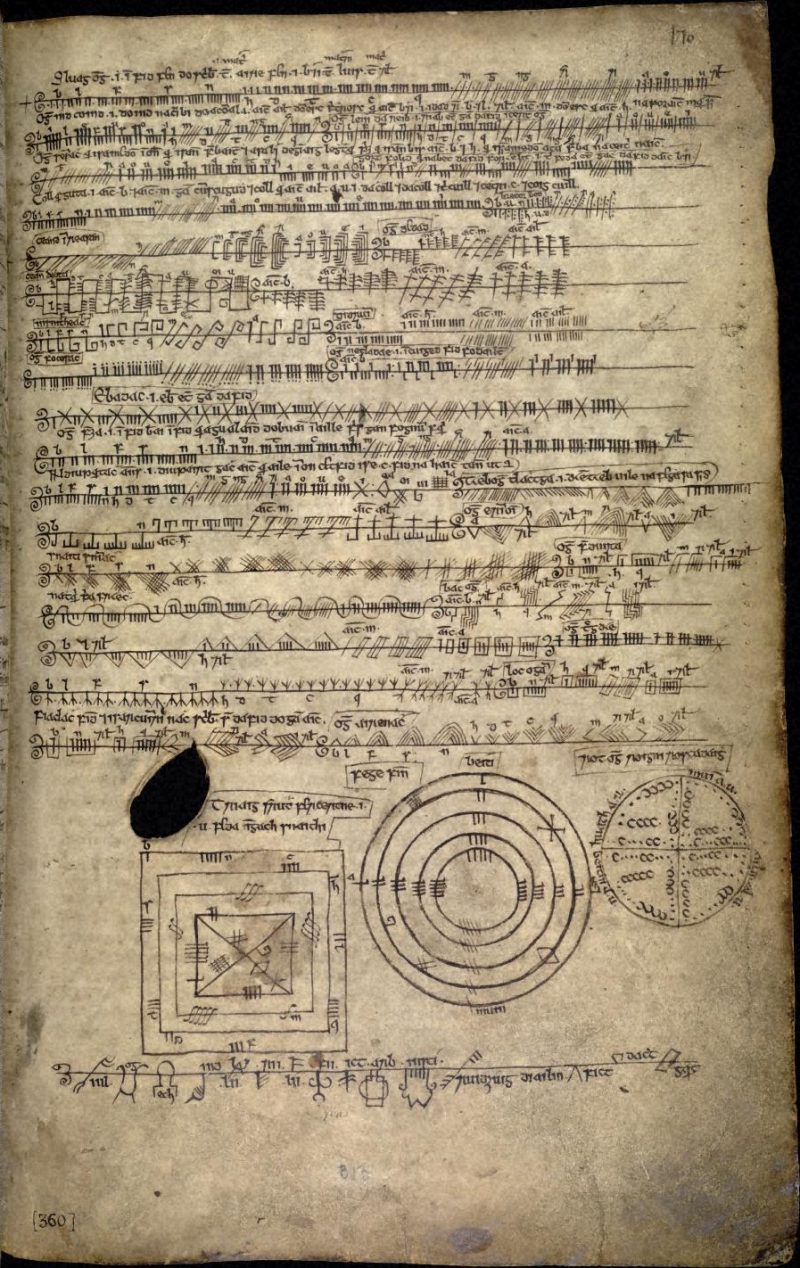
fol. 170r del Libro di Ballymote (1390), Auraicept na n-Éces con spiegazioni sull'alfabeto ogamico

L'Alfabeto ogamico o Ogham craobh o semplicemente Beth-Luis-Nion (antico irlandese: Ogam, forse derivato dal greco antico ὄγμος, linea, solco) è un tipo di scrittura che fu in uso soprattutto per trascrivere antiche lingue celtiche. La sua caratteristica principale è quella di non avere lettere di forme differenti, bensì di ottenere le differenti lettere con un numero diverso di incisioni a destra, a sinistra o attraverso una linea che costituisce il fulcro dello scritto.

## Storia
I testi più antichi che si conoscano risalgono al V-VI secolo d.C. e si trovano solitamente su pietre (spesso cippi funerari) poste verticalmente, con lo spigolo della pietra che funge da linea mediana della scrittura e le lettere che si susseguono in verticale. Questi testi su pietra (circa 380, disseminati intorno al Mare d'Irlanda, soprattutto in Irlanda, Galles e Isola di Man, con poche attestazioni anche in Inghilterra, Scozia e Isole Shetland) non attestano però le fasi più antiche di questa scrittura, che per molto tempo dovette essere utilizzata su supporti di legno o corteccia, oggi deperiti. L'alfabeto ogamico venne anche utilizzato, sporadicamente, per annotazioni su manoscritti di epoca più tarda, fin verso il XVI secolo. Ad Ahenny, nella contea di Tipperary, si conosce un'iscrizione ogamica su una pietra tombale del 1802.

## Alfabeto
L'alfabeto ogamico comprende venti lettere diverse, (feda), distribuite in quattro serie o aicmí (plurale di aicme "famiglia"). Ogni aicme prendeva nome dalla sua prima lettera (Aicme Beithe, Aicme hÚatha, Aicme Muine, Aicme Ailme, "la famiglia della B", "la famiglia dell'H", "la famiglia della M", "la famiglia della A"). Nei manoscritti si trovano anche ulteriori lettere, chiamate forfeda. I primi tre aicmi sono composti da consonanti, l'ultimo da vocali. Ogni lettera di questo alfabeto è associata ad un particolare albero il nome stesso Ogham craobh significa scrittura arborea.
Di seguito sono riportati i quattro aicmí, con la loro trascrizione secondo la tradizione dei manoscritti e i loro nomi in antico irlandese normalizzato, seguiti dai loro valori fonetici in irlandese arcaico e quello che si suppone fosse il loro nome in irlandese arcaico quando si conosca l'etimologia del nome.
- tratti in giù (o verso destra)
  1. B beith [b] (*betwias)
  2. L luis [l]
  3. F fearn [w] (*wernā)
  4. S saille [s] (*salis)
  5. N nuin [n]
- tratti in su (o verso sinistra)
  1. H úath [y]?
  2. D duir [d] (*daris)
  3. T tinne [t]
  4. C coll [k] (*coslas)
  5. Q ceirt [kw] (*kwertā)
- tratti che tagliano obliquamente la riga
  1. M muin [m]
  2. G gort [g] (*gortas)
  3. NG gétal [gw] (*gwēddlan)
  4. Z straif [sw] or [ts]?
  5. R ruis [r]
- tacche oppure tratti che tagliano perpendicolarmente la riga (vocali)
  1. A ailm [a]
  2. O onn [o] (*osen)
  3. U úr [u]
  4. E edad [e]
  5. I idad [i]

## Il calendario arboreo
Lo scrittore e poeta Robert Graves, con la sua opera La Dea Bianca, fece del calendario di Edward Davies il nucleo intorno al quale costruì "l'antico calendario arboreo", riallineando le consonanti secondo l'ordine del Beth-Luis-Nion; tale calendario è formato da tredici mesi lunari (consonanti) e cinque giorni intercalari (vocali). Il calendario è così composto:
| Calendario                 | Lettera ogamica | Albero                 |
| -------------------------- | --------------- | ---------------------- |
| 24 dicembre - 20 gennaio   | Beth            | Beithe / betulla       |
| 21 gennaio - 17 febbraio   | Luis            | Luis / sorbo selvatico |
| 18 febbraio - 17 marzo     | Nion            | Nin / frassino         |
| 18 marzo - 14 aprile       | Fearn           | Fern / ontano          |
| 15 aprile - 12 maggio      | Saille          | Sail / salice          |
| 13 maggio - 9 giugno       | Uath            | Úath / biancospino     |
| 10 giugno - 7 luglio       | Duir            | Dair / quercia         |
| 8 luglio - 4 agosto        | Tinne           | Tinne / agrifoglio     |
| 5 agosto - 1º settembre    | Coll            | Coll / nocciolo        |
| 2 settembre - 29 settembre | Muin            | Muin / vite            |
| 30 settembre - 27 ottobre  | Gort            | Gort / edera           |
| 28 ottobre - 24 novembre   | Ngétal          | Gétal / giunco         |
| 25 novembre - 23 dicembre  | Ruis            | Ruis / sambuco         |

Le vocali del Beth-Luis-Nion costituiscono una sequenza stagionale complementare e rappresentano delle stazioni nel corso dell'anno, ecco quindi i giorni intercalari
| Periodo                | Lettera ogamica | Albero               |
| ---------------------- | --------------- | -------------------- |
| 25 dicembre            | Ailm            | Ailm / abete bianco  |
| Equinozio di Primavera | Onn             | Onn / ginestrone     |
| Mezza Estate           | Úr              | Úr / erica           |
| Equinozio d'Autunno    | Eadhadh         | Edad / pioppo bianco |
| Solstizio d'Inverno    | Idho            | Idad / tasso         |

L'idea di un calendario arboreo risale ad Edward Davies, un antiquario del XIX secolo, che derivò l'idea dall'Ogygia di Ruairí Ó Flaitheartaigh. Questa Ogygia era una sorta di storia d'Irlanda scritta nel XVI secolo, nel quale si riportavano alcune informazioni relative alla scrittura ogamica, perlopiù desunte dal Libro di Ballymote, e si stabiliva una relazione tra le varie lettere di quella scrittura e una serie di alberi e arbusti da cui quelle lettere avrebbero tratto i nomi. L'Ogygia di Ó Flaitheartaigh non faceva alcuna menzione ad eventuali calendari: fu Edward Davies a stabilire che quei nomi di alberi, presi secondo la successione alfabetica, implicassero l'esistenza di un antico calendario celtico basato sulla loro successiva fioritura.
Dunque il calendario arboreo fu né più né meno un'invenzione di Edward Davies. Questi era un sostenitore di Iolo Morgannwg (Edward Williams, 1747-1826), il quale, tra la fine del XVIII e gli inizi del XIX secolo, aveva rifondato una presunta «scienza druidica» basandosi su fonti e documenti contraffatti. In seguito Robert Graves fece del calendario arboreo di Davies il nucleo attorno al quale costruì, con La Dea bianca, le sue riflessioni sul significato del mito e la natura della poesia. Il libro di Graves offrì una gran quantità di profonde intuizioni alla moderna rinascita celtica e rese popolarissima l'idea di tale calendario arboreo. 
La suggestione esercitata da tali arcane «conoscenze» ha indotto molte persone - tra cui anche studiosi di una certa levatura - ad una grande quantità di asserzioni infondate riguardo al calendario arboreo, ancora oggi popolarissimo presso celtofili, romanzieri, neodruidi, wiccani e newagers, e tuttora seriamente trattato in un gran numero di pubblicazioni più o meno attendibili. Più prosaicamente, l'alfabeto ogamico fu semplicemente un metodo di scrittura dei Celti insulari, le cui lettere erano forse legate ai nomi degli alberi, ma non aveva alcun riferimento a calendari o simili.